# Romavia
Romavia a fost o companie aeriană română de stat, în subordinea  Ministerului Apărării Naționale, înființată în aprilie 1991 pentru a asigura zborurile președintelui și miniștrilor români. Ulterior compania a început să efectueze și zboruri regulate spre câteva destinații din Europa. Între obiectele de activitate ale companiei s-au numărat și transportul trimiterilor poștale și reparația avioanelor. Compania și-a încetat activitatea în 2014 prin faliment.

## Istoric
Romavia a fost înființată în 1991 în coordonarea Ministerului Apărării, pentru transport aerian de călători, marfă și poștă, precum și pentru deplasările demnitarilor.
Compania avea 241 de angajați și o cifră de afaceri de 11 milioane de euro anual. În august 2014, Romavia a intrat în faliment.
Conform unui raport al Curții de Conturi, compania a avut cheltuieli nejustificate din punct de vedere economic, prin supradimensionarea departamentelor cu angajați,
în condițiile în care cheltuielile companiei erau acoperite doar în proporție de 12,5 % din veniturile proprii.

## Flotă
Compania dispunea de 3 aeronave:
- 1 Boeing 707-320C - (YR-ABB – fostul avion prezidențial)
- 2 BAe 146-200 - (YR-BEA, YR-BEC); un al treilea avion, YR-BEB, a suferit un accident în aprilie 2008[6][7], fiind retras și înlocuit de YR-BEC[8]

În decursul timpului compania a mai operat și următoarele tipuri de avioane:
- ROMBAC 1-11-560 - (YR-BRE, YR-BRI)
- Ilyushin Il-18 - (YR-IMM, YR-IMZ)
- Antonov An-24 - (YR-AMR - distrus într-un accident)
- Antonov An-26

## Destinații
Romavia efectua zboruri VIP și charter.

## Accidente și incidente
10 ianuarie 1991
La 10 ianuarie 1991 avionul prezidențial Boeing 707-3K1C al Romavia, care efectua un zbor de test având la bord doar 13 membri ai echipajului la aterizare pe Aeroportul Otopeni a lovit pista cu aripa stângă, motoarele nr. 1 și 2 fiind avariate. Avionul a executat un bont de 30–40 de metri înainte de a reveni pe pistă, iar la motorul nr. 1 a izbucnit un incendiu. Echipajul a fost evacuat prin partea dreaptă a avionului, nu au existat victime.
13 decembrie 1995
La 13 decembrie 1995 a avut loc cel mai grav accident din istoria Romavia, când avionul YR-AMR s-a prăbușit la decolarea de la Verona, însă avionul era operat de compania Banat Air. Accidentul s-a datorat depășirii greutății admise cu circa 2000 kg și lipsei degivrării.
22 aprilie 2008
La 22 aprilie 2008, la ora 18:17
unul din cele două avioane BAe 146-200 (cel înmatriculat YR-BEB) ale companiei, ce efectua un zbor pentru compania Carpatair, a ieșit de pe pistă la aterizarea pe Aeroportul Otopeni. Toți cei 67 de pasageri ai aeronavei (65 de adulți și 2 copii) au fost evacuați în siguranță. Evenimentul este clasat, datorită gravității avariilor, ca accident. Deoarece nu există răniți, Carpatair afirmă că problema despăgubirilor nu se pune.
Avionul era pilotat de echipajul său obișnuit (6 persoane, dintre care 2 piloți), fiind închiriat de Carpatair de la Romavia împreună cu echipajul său. Avionul efectua o cursă de la Timișoara la București, unde trebuia să aterizeze la ora 16:40. Avionul a făcut o escală la Craiova, posibil în urma avertizărilor meteo, urmând ca zborul să fie reluat ulterior, iar aterizarea la Otopeni să fie după ora 18:00. Deoarece la întârzieri de peste 5 ore pasagerii au dreptul la despăgubiri este posibil ca acest aspect să fi determinat operatorul aerian (Carpatair) să ceară terminarea cursei spre București.
La aterizare, avionul a fost dirijat pe pista 2 a aeroportului (08 dreapta - 26 stânga). Deși această pistă în principiu are cca. 3500 m, în realitate erau disponibili doar 2100 m datorită unor lucrări de întreținere.
Conform declarației directorului Direcției Investigații Transport Aerian din Ministerul Transporturilor, Mircea Ciucă, accidentul s-a datorat condițiilor meteo foarte proaste, cu furtună, ploaie puternică, și rafale de vânt cu peste 35 km/h, rafalele fiind resimțite și de pasageri, înainte de aterizare, care, totuși, a avut loc lin.
Conform declarațiilor directorului general al Carpatair, Nicolae Petrov, avionul a avut probleme la frânare și a ajuns la capătul pistei cu viteză mare. Acolo a fost obligat să facă un viraj pe bretea, manevră în care a pierdut aderența, lucru simțit și de pasageri, și, influențat probabil și de rafalele de vânt, a ieșit de pe pistă. În urma ieșirii s-au rupt ambele jambe ale trenului de aterizare principal, iar unii pasageri afirmă că este avariată și o aripă, după poziția avionului, cea dreaptă.
Avionul era asigurat, pentru 4,2 milioane de dolari.

## Imagini

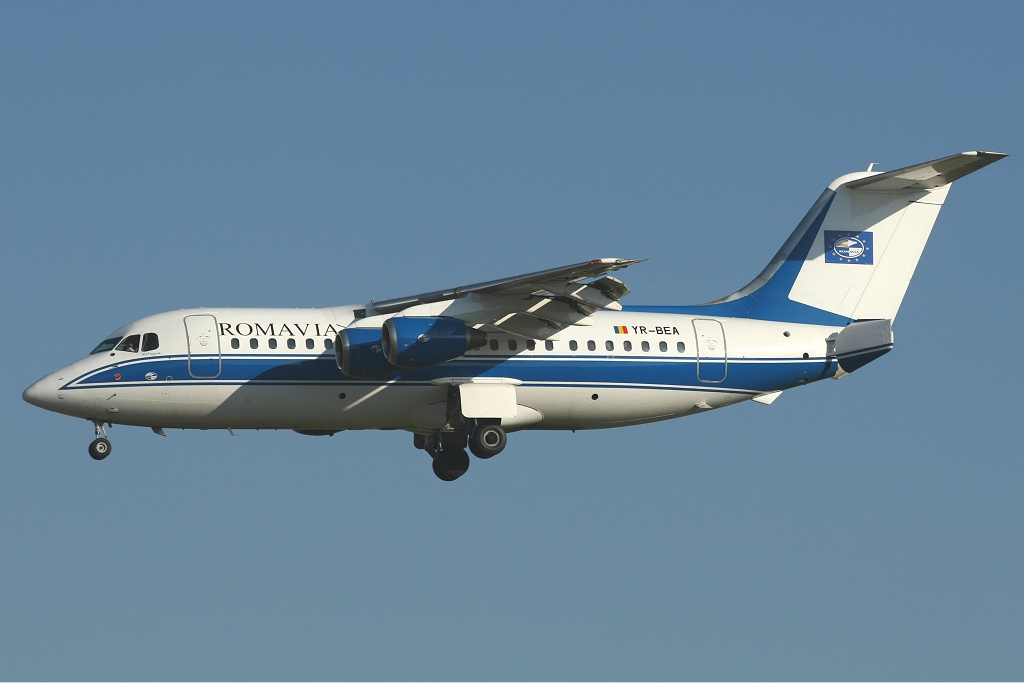
Avionul BAe 146-200 YR-BEA al Romavia la Bruxelles în septembrie 2006

Avionul Rombac 1-11 YR-BRE

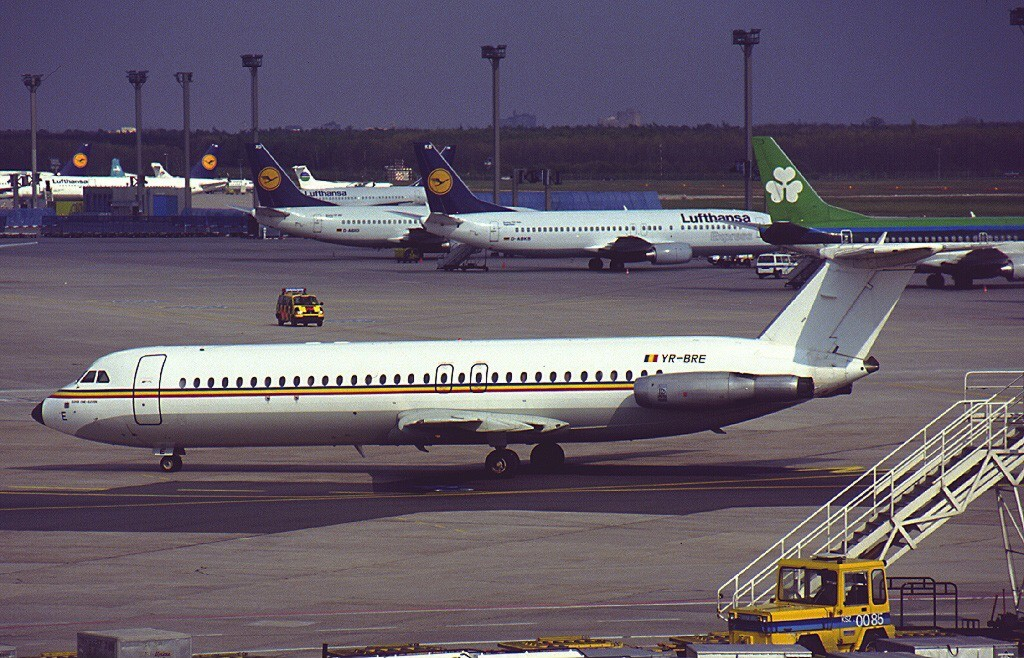
La Frankfurt pe Main în 24 aprilie 1994.
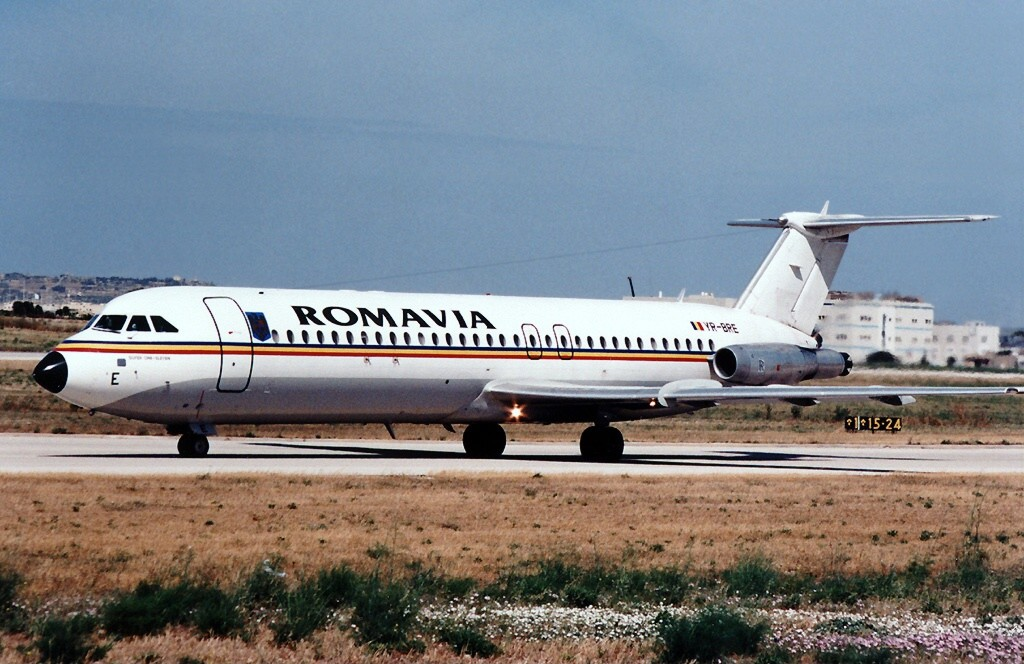
La Luga/Malta în iunie 1998.
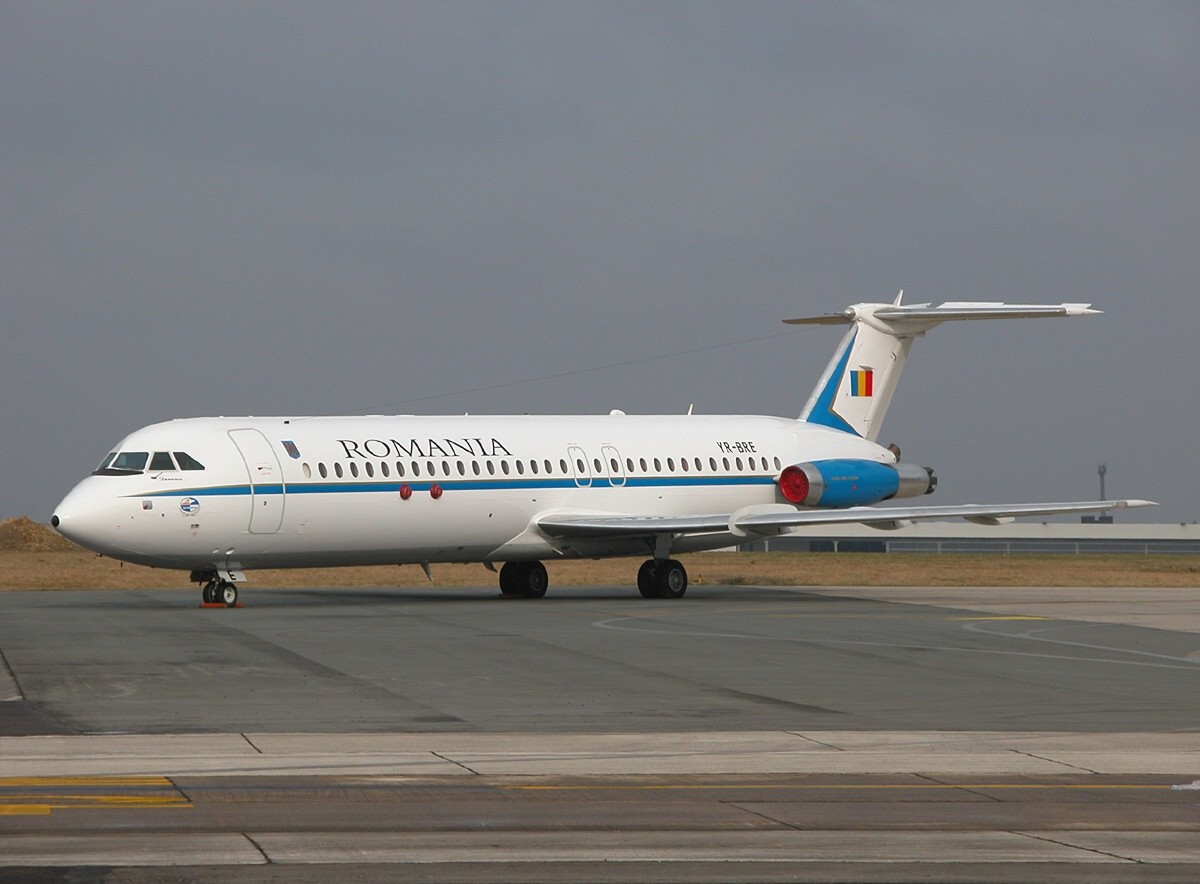
La Bruxelles în februarie 2005.
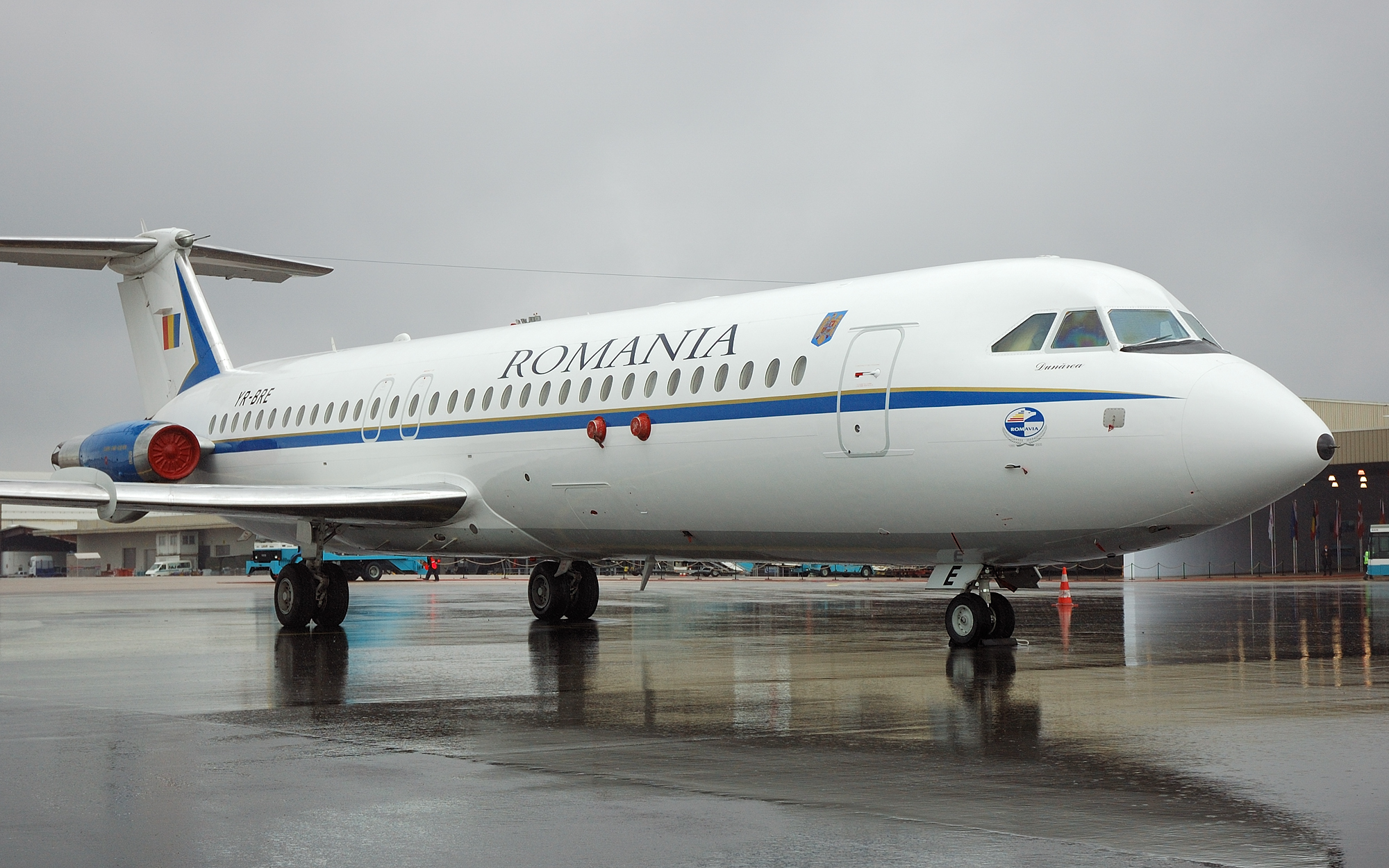
La Luxemburg în aprilie 2005.
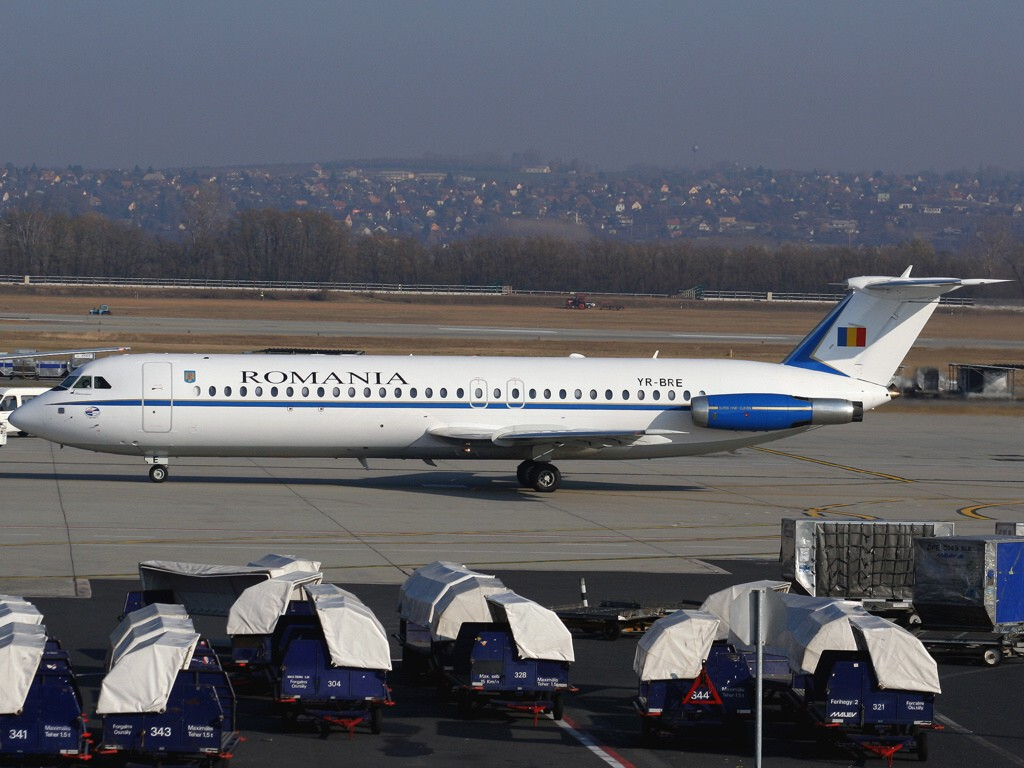
La Ferihegy / Budapesta în noiembrie 2006.
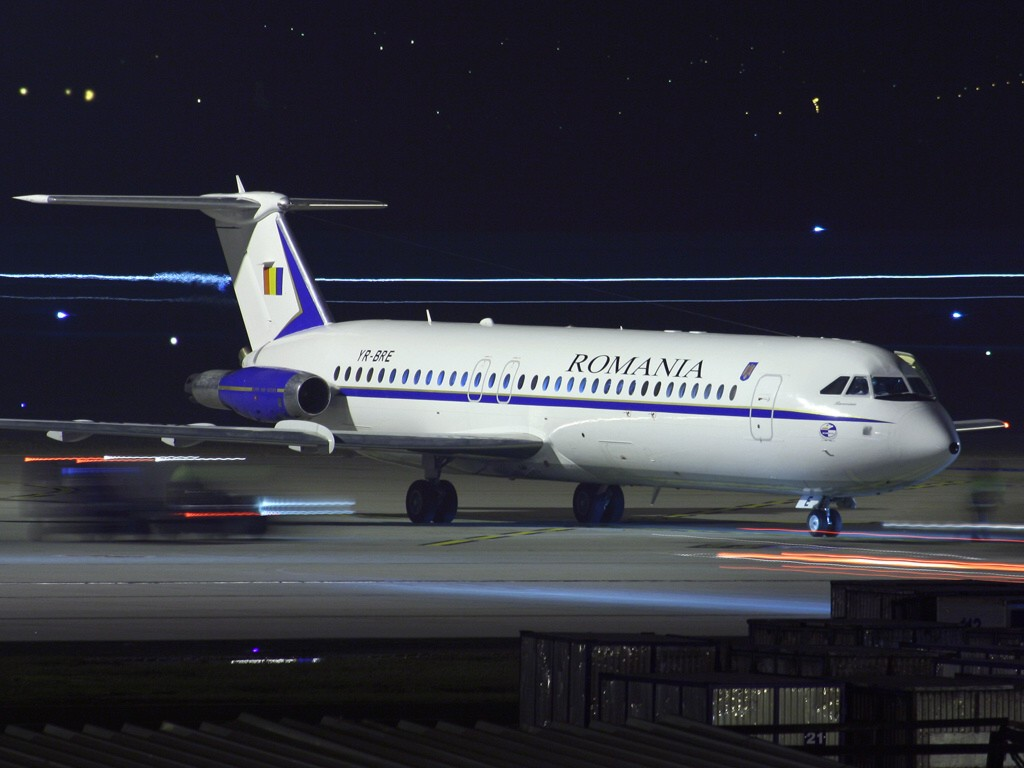
La Ferihegy / Budapesta în noiembrie 2006.